# Polna Przemyśl
Polna Przemyśl – polski wielosekcyjny klub sportowy z siedzibą w Przemyślu, działający w latach 1935–1991.

## Historia
Klub założono w 1935 r. przy zakładzie patronackim – przemyskiej fabryce „Polna”, jako Robotniczy Klub Sportowy „Polna”. Kierownikiem drużyny piłkarskiej został Glanzmann, były zawodnik. Po II wojnie światowej klub był czasowo włączony w struktury federacji sportowych: „Spójnia”, „Sparta”, „Stal”. W 1958 r. przyjęto barwy klubu czerwono-biało-niebieskie. W 1962 r. doszło do fuzji RKS „Polna” z KS „Gwardia” (działającego pod patronatem Przemyskiego Oddziału Wojsk Ochrony Pogranicza), a nowy klub nazwano Robotniczo-Wojskowy Klub Sportowy (RWKS) „Polna”. Od tego czasu drużyna piłkarska klubu użytkowała ze stadionu przy ul. Sanockiej, który formalnie został przekazany na rzecz klubu w 1966. W połowie 1991 r., po zakończeniu sezonu 1990/91 IV ligi regionalnej grupy rzeszowskiej, z uwagi na sytuację finansową, władze Polnej Przemyśl zwróciły się do Polonii Przemyśl z wnioskiem o połączenie obu klubów. Do końca istnienia klubu jego zakładem patronackim była Mera-Polna.

## Piłka nożna
Drużyna seniorska sekcji piłkarskiej występowała w dawnej III lidze. W Pucharze Polski awansowała do szczebla centralnego, docierając do I rundy w edycjach 1988/89, 1990/91 oraz do II rundy w edycjach 1985/86, 1986/87. W ostatnim sezonie występów 1990/91 Polna zajęła 13. miejsce w IV lidze regionalnej, grupie rzeszowskiej (na 16 uczestników). Po fuzji Polnej i Polonii nowa drużyna rozpoczynała sezon 1991/92 ligi regionalnej rzeszowskiej jako Polonia-Polna Przemyśl, a kończyła jako Polonia Przemyśl.
Wychowankami klubu byli m.in. Jerzy Podbrożny, Bogusław Kawecki i Paweł Załoga.

## Inne sekcje
W latach 30. działała sekcja lekkoatletyczna. Po wojnie poza piłkarską działały sekcje: koszykarska, narciarska, tenisa stołowego, strzelecka, kolarska, piłki siatkowej, spadochronowa. W klubie działała także sekcja piłki siatkowej kobiet. Do 1991 r. prowadzono również sekcje narciarstwa alpejskiego i szachów.